# Townesites mandibularis
Townesites mandibularis là một loài tò vò trong họ Ichneumonidae.